# Alois Josef Schrenk
Alois Joseph Antonín Oto Guntram Schrenk von Notzing (in ceco: Alois Josef Antonín Oto Guntram baron Schrenk z Notzingu; Zbenice, 24 marzo 1802 – Praga, 5 marzo 1849) è stato un nobile e arcivescovo cattolico ceco.

## Biografia
Alois Joseph Schrenck von Notzing proveniva dalla nobile famiglia bavarese Schrenck von Notzing. I suoi genitori erano il maggiore Franz Seraph Schrenck von Notzing e Theresia Cajetana, nata baronessa Aßfeld di Wydrzi (Asfeld di Vydri). Nel 1821 Alois Joseph studiò teologia presso il seminario vescovile a Hradec Králové, dove guadagnò il favore del vescovo Alois Jozef Krakovský z Kolovrat. Su sua raccomandazione ebbe, nel 1823, l'incarico di canonico nel capitolo della cattedrale di Olomouc. Dopo la sua ordinazione del 22 agosto 1825, fu sacerdote nell'arcidiocesi di Olomouc. Insegnò Istituto di istruzione superiore di Vienna e divenne parroco a Gmund nella diocesi di Sankt Pölten. Già nel 1829 fu nominato dal vescovo locale Jakob Frint decano di Weitra. Nel 1832 divenne parroco di Mödritz vicino a Brno e nel 1834 conseguì il dottorato in teologia. Come canonico residente del capitolo di Olomouc, fu dal 1835 direttore degli studi filosofici di Moravia e prevosto della chiesa parrocchiale di San Maurizio. Nel 1837, l'arcivescovo di Olomouc, Maximilian Joseph Gottfried von Sommerau Beeckh lo nominò arciprete e decano del consiglio dell'arcipresbiterato di Olomouc.
Il 12 febbraio 1838 Schrenck fu nominato dal vescovo ausiliare di Olomouc e vescovo titolare di Tolemaide di Tebaide. L'ordinazione episcopale ebbe luogo il 25 marzo 1838.
Dopo la morte dell'arcivescovo di Praga Ondřej Alois Ankwicz, Alois Joseph Schrenk fu scelto il 20 giugno 1838 come suo successore. La conferma papale seguì 17 settembre e il 4 novembre fece ingresso nell'arcidiocesi. Durante il suo episcopato, fondò la casa madre di Praga delle Suore della Carità di San Carlo Borromeo e diverse confraternite religiose.
Promosse l'arte ecclesiastica e l'ulteriore costruzione del Duomo di Praga. A tale scopo, il canonico Václav Michal Pešina fondò la Fabbrica del Duomo. Nel 1845 fu pubblicato il "Missale bohemicum". Quando la persecuzione degli ebrei a Praga ebbe luogo nel 1848, l'arcivescovo Schrenck von Notzing inviò una lettera pastorale ai cittadini di Praga invitandoli ad applicare il principio di carità senza distinzione di fede.
Nel 1848 Alois, barone von Schrenk divenne principe arcivescovo di Praga. Il 15 marzo l'imperatore Ferdinando I d'Austria annunciò la sua intenzione di concedere una costituzione. Schrenk potrebbe aver pensato che "la libertà è un grande bene per coloro che sanno come usarla". Il 22 marzo emise una censura, poiché alcuni sacerdoti, dimenticando la loro vocazione sacra, trasformarono il pulpito in una piattaforma politica. La libertà acquisita sarebbe piuttosto dovuta essere il segnale per una maggiore attività. Il suo discorso nel giorno di Pasqua, pubblicato per le strade in ceco e tedesco, cercò di calmare l'ostilità verso la popolazione ebraica. Lo sforzo che aveva subìto minò la sua salute e morì nel 1849. Il suo successore fu il cardinale Schwarzenberg.

## Genealogia episcopale e successione apostolica
La genealogia episcopale è:
- Cardinale Scipione Rebiba
- Cardinale Giulio Antonio Santori
- Cardinale Girolamo Bernerio, O.P.
- Arcivescovo Galeazzo Sanvitale
- Cardinale Ludovico Ludovisi
- Cardinale Luigi Caetani
- Cardinale Ulderico Carpegna
- Cardinale Paluzzo Paluzzi Altieri degli Albertoni
- Cardinale Flavio Chigi
- Papa Clemente XII
- Cardinale Giovanni Antonio Guadagni, O.C.D.
- Cardinale Cristoforo Bartolomeo Antonio Migazzi
- Arcivescovo Michael Léopold Brigido
- Arcivescovo Sigismund Anton von Hohenwart, S.I.
- Arcivescovo Augustin Johann Joseph Gruber
- Vescovo Roman Sebastian Zängerle, O.S.B.
- Vescovo Franz Anton Gindl
- Cardinale Maximilian Joseph Gottfried Sommerau Beeckh
- Arcivescovo Alois Josef Schrenk

La successione apostolica è:
- Vescovo Josef Ondřej Lindauer (1846)
- Vescovo Josef Dittrich (1846)